# La Roue Tourangelle
La Roue Tourangelle è una corsa in linea maschile di ciclismo su strada che si svolge nella regione del Centro-Valle della Loira, in Francia, ogni anno in aprile. Dal 2005 fa parte del calendario dell'UCI Europe Tour nella classe 1.2, dal 2013 diventa classe 1.1.

## Albo d'oro
Aggiornato all'edizione 2025.
| Anno | Vincitore                             | Secondo                               | Terzo                                 |
| ---- | ------------------------------------- | ------------------------------------- | ------------------------------------- |
| 2002 | Mariusz Wiesiak                       | Sergej Lagutin                        | Daniel Okrucznski                     |
| 2003 | Sergej Lagutin                        | Maurizio Biondo                       | Yohann Gène                           |
| 2004 | Blazej Janiaczyk                      | Arnaud Gerard                         | Sebastien Minard                      |
| 2005 | Gilles Canouet                        | Julien Belgy                          | Tim Cassidy                           |
| 2006 | Sergej Kolesnikov                     | Mikel Gaztanaga                       | Michael Reihs                         |
| 2007 | Jurij Trofimov                        | David Tanner                          | Dmytro Krivstov                       |
| 2008 | Vitaliy Kondrut                       | Roman Chuchulin                       | Jarosław Marycz                       |
| 2009 | Arnaud Molmy                          | Médéric Clain                         | Dmitrij Samochvalov                   |
| 2010 | Yann Guyot                            | Nicolas Baldo                         | Dmitrij Samochvalov                   |
| 2011 | David Veilleux                        | Anthony Delaplace                     | Sébastien Chavanel                    |
| 2012 | Vjačeslav Kuznecov                    | Rafaâ Chtioui                         | Igor' Boev                            |
| 2013 | Mickaël Delage                        | Benjamin Giraud                       | Jaŭhen Hutarovič                      |
| 2014 | Angélo Tulik                          | Jaŭhen Hutarovič                      | Adrien Petit                          |
| 2015 | Lorrenzo Manzin                       | Clément Venturini                     | Jan Dieteren                          |
| 2016 | Samuel Dumoulin                       | Olivier Pardini                       | Julien Duval                          |
| 2017 | Flavien Dassonville                   | Fabien Grellier                       | Anthony Delaplace                     |
| 2018 | Marc Sarreau                          | Samuel Dumoulin                       | Hugo Hofstetter                       |
| 2019 | Lionel Taminiaux                      | Robin Carpenter                       | Marc Sarreau                          |
| 2020 | annullata per la Pandemia di COVID-19 | annullata per la Pandemia di COVID-19 | annullata per la Pandemia di COVID-19 |
| 2021 | Arnaud Démare                         | Nacer Bouhanni                        | Marc Sarreau                          |
| 2022 | Nacer Bouhanni                        | Bryan Coquard                         | Sandy Dujardin                        |
| 2023 | Rory Townsend                         | Gerben Thijssen                       | Pierre Barbier                        |
| 2024 | Jason Tesson                          | Gerben Thijssen                       | Jenthe Biermans                       |
| 2025 | Erlend Blikra                         | Bryan Coquard                         | Gerben Thijssen                       |